# Instytut Fizjologii Roślin im. Franciszka Górskiego Polskiej Akademii Nauk
Instytut Fizjologii Roślin im. Franciszka Górskiego PAN (IFR PAN) – ośrodek badań w zakresie fizjologii roślin, ze szczególnym uwzględnieniem biotycznych i abiotycznych czynników warunkujących produktywność roślin. Instytut jest placówką naukową Wydziału II Nauk Biologicznych i Rolniczych Polskiej Akademii Nauk. Siedziba Instytutu zlokalizowana jest w Krakowie, w Chełmie (Dzielnica VII Zwierzyniec) przy ulicy Niezapominajek 21.

## O Instytucie
Instytut Fizjologii Roślin im. Franciszka Górskiego PAN prowadzi badania koncentrujące się na wpływie abiotycznego i biotycznego stresu na fizjologię roślin uprawnych, a w szczególności ich produktywność.
Zespół naukowy IFR PAN prowadzi doświadczenia polowe nad roślinami uprawnymi (zboża, rośliny strączkowe i kapustne), badania w komorach fitotronowych, a także z użyciem metod in vitro. Badania in vitro prowadzone są z wykorzystaniem kultur kalusowych, oraz zawiesinowych, badania obejmują m.in. zagadnienia regeneracji organów roślinnych. Kolejnym obszarem są badania nad fotosyntezą i stresem oksydacyjnym.
IFR PAN wyposażony jest w zamknięte komory fitotronowe, dzięki zaś współpracy z Katedrą Fizjologii Roślin, Hodowli i Nasiennictwa UR ma dostęp do otwartych poletek wegetacyjnych oraz tuneli szklarniowych. Instytut dysponuje także szeregiem nowoczesnych laboratoriów, gdzie wykonywane są analizy chemiczne, biochemiczne, oraz pomiary parametrów fizjologicznych roślin takich jak parametry wzrostu i rozwoju, fluorescencji chlorofilu czy wymiany gazowej. Instytut dysponuje również szeregiem mikroskopów świetlnych i fluorescencyjnych, w tym mikroskopem konfokalnym. Instytut dysponuje zapleczem do prowadzenia badań kultur roślinnych in vitro, oraz kultur zawiesinowych. W Instytucie prowadzone są także badania transkryptomiczne z użyciem metody RT-PCR, oraz badania proteomiczne (elektroforeza 2D).

## Struktura Instytutu
Instytut Fizjologii Roślin im. Franciszka Górskiego PAN organizacyjnie podzielony jest na pięć Zakładów:
– Zakład Biologii Rozwoju
– Zakład Biologii Komórki
– Zakład Biotechnologii
– Zakład Biologii Stresu
– Zakład Ekofizjologii
W obrębie Instytutu funkcjonuje także Międzyinstytutowe Laboratorium Biotechnologii i Katalizy Enzymatycznej, które organizuje badania pomiędzy IFR PAN, a Instytutem Katalizy i Fizykochemii Powierzchni im. Jerzego Habera Polskiej Akademii Nauk.

## Historia Instytutu
IFR PAN jest kontynuatorem Zakładu Fizjologii Roślin Polskiej Akademii Nauk w Krakowie, który został powołany 15 listopada 1956 roku, uchwałą nr 89/56 Sekretariatu Naukowego PAN z dnia 27 listopada 1956 r., jako placówka naukowo-badawcza przy Wydziale V Nauk Rolniczych i Leśnych PAN.
Zgodnie ze statutem Zakład prowadził badania z zakresu fizjologii roślin, obiektem tych badań były głównie rośliny uprawne, szczególnie te uprawiane w warunkach polowych. Pierwszym dyrektorem Zakładu był wybitny naukowiec, fizjolog roślin Prof. dr hab. Franciszek Górski, który kierował Zakładem w latach 1956–1968. W uznaniu osiągnięć naukowych prof. Górskiego i wkładu w organizację Zakładu Fizjologii Roślin PAN, Zakład otrzymał imię Franciszka Górskiego, decyzja ta (nr 11/90) została wydana przez Wiceprzewodniczącego Prezydium PAN dnia 12 kwietnia 1990 r.
Z dniem 30.06.2003 r., zgodnie z decyzją Nr 18/03 Prezesa Polskiej Akademii Nauk, Zakład Fizjologii Roślin im. Franciszka Górskiego Polskiej Akademii Nauk został zlikwidowany. W jego miejsce, z dniem 1.07.2003 r. został utworzony Instytut Fizjologii Roślin im. Franciszka Górskiego Polskiej Akademii Nauk. Nowo powstały Instytut przejął kadrę i majątek Zakładu, jak również przyjął na siebie jego obowiązki i stał się kontynuatorem tradycji oraz badań naukowych.
W trakcie swojego istnienia Zakład/Instytut Fizjologii Roślin PAN był kierowany przez Dyrektorów:
• Prof. dr hab. Franciszek Górski (od 1956 do 1968 r.)
• Prof. dr Adam Markowski (od 1968 do 1976 r.)
• Prof. dr hab. Włodzimierz Starzecki (od 1976 do 1995 r.)
• Prof. dr hab. Marian Czarnowski (od 1995 do 2000 r.)
• Prof. dr hab. Franciszek Dubert (od 2000 do 2012 r.)
• Prof. dr hab. Jolanta Biesaga-Kościelniak (od 2012 do 2016 r.)
• Prof. dr hab. Zbigniew Miszalski (od 2017 do 2020 r.)
• Prof. dr hab. Franciszek Janowiak (od 2021 r.)

## Tematyka badawcza Instytutu
Tematyka badawcza IFR PAN obejmuje przede wszystkim zagadnienia związane z produktywnością roślin uprawnych, szczególnie w warunkach stresu. Badane są takie procesy fizjologiczne jak regulacja hormonalna roślin, fotosynteza, procesy antyoksydacyjne, różnicowanie się tkanek i organów, zależności między przebiegiem procesów fizjologicznych zachodzących w roślinach, a jakością żywności z nich produkowanej.
Szczegółowa tematyka prowadzonych obecnie (2022 r.) badań obejmuje m.in.:
- mechanizmy aklimatyzacyjne roślin w ujęciu proteomicznym i hormonomicznym
- funkcje roślinnych hormonów sterydowych
- produkcja biomasy roślinnej glonów w zależności od składu spektralnego światła
- metody obniżania alergenności zbóż
- sztuczne oświetlenie roślin z użyciem diod elektroluminescencyjnych (LED)
- androgeneza w kulturach in vitro oraz protoplastów: problemy technologiczne i podłoże naukowe
- podłoże fizjologiczne odporności zbóż na infekcje grzybowe
- fenotypowanie i poszukiwania QTL związanych z tolerancją roślin na stres abiotyczny
- optymalizacja metod regeneracji roślin chronionych i uprawnych
- udział struktur woskowych w reakcjach na stres suszy (ujęcie genetyczne, biochemiczne i fizjologiczne)
- opracowywanie metod otrzymywania podwojonych haploidów pszenicy i owsa
- fizjologiczne mechanizmy tolerancji na stres zasolenia i silnego światła
- modyfikacje fotosyntezy C3 w kierunku CAM w celu podniesienia tolerancji roślin na stres
- transdukcja sygnału stresu, w szczególności w warunkach stresu oksydacyjnego
- dynamika wymiany gazowej, stosunków wodnych, parametrów fluorescencji chlorofilu u roślin w warunkach stresu
- równowaga korzenie/liście, budowa systemu korzeniowego i komunikacja między częściami podziemnymi i nadziemnymi rośliny
- wielotorowe aspekty udziału związków fenolowych w warunkach suszy glebowej
- procesy tworzenia nowych tkanek i sygnalizacji między organami roślinnymi na przykładzie modelu galasów
- rola krzemu w regulacji stanu uwodnienia i efektywności wykorzystania wody w roślinach

## Wyposażenie Instytutu[5]
Obecnie (grudzień 2021 r.) Instytut dysponuje następującym specjalistycznym wyposażeniem badawczym:
Wysokosprawny chromatograf cieczowy (HPLC) z detektorem elektrochemicznym i spektrofluorometrycznym
Chromatograf cieczowy UHPLC z tandemowym detektorem spektometrii mas MS/MS
Chromatograf gazowy z detektorem płomieniowo-jonizacyjnym (FID)
System wysokosprawnej elektroforezy kapilarnej – HP 3D CE
Kalorymetry izotermiczne
Spektrometr Ramana wyposażony w laser Nd:YAG3+ (1064 nm) i detektor germanowy chłodzony ciekłym azotem oraz detektor InGaAS
Waga Langmuira
Ultrawirówka
Wielofunkcyjny czytnik mikropłytek z możliwością pomiaru absorbancji, fluorescencji i luminescencji
Aparat Kiejdahla z wyposażeniem
Aparat Soxhleta z wyposażeniem
Aparatura do pomiaru wydajności kwantowej PSI i PSII
System do izoogniskowania białek i elektroforezy żelowej
Termocyklery do ilościowej reakcji PCR
Mikroskopy świetlne i fluorescencyjne, w tym mikroskop konfokalny wyposażony w trzy lasery, trzy detektory i detektor światła przechodzącego
Komory laminarne
Cytometr przepływowy
Wyparki próżniowe
System pomiarowy przepływu wody w naczyniach roślin
Analizatory wymiany gazowej
Przyrząd do pomiaru potencjału wody w roślinach
Spektrofluorymetr
Osmometr